# Bauyrschan Baitana
Bauyrschan Nurlanuly Baitana (kasachisch Бауыржан Нұрланұлы Байтана Bauyrjan Nūrlanūly Baitana; * 6. Juni 1992 in Taras, Kasachstan) ist ein kasachischer Fußballspieler.

## Karriere

### Verein
Baitana begann das Fußballspielen beim FK Taras in seiner Heimatstadt. In der Saison 2010 gehörte er mit insgesamt 27 Einsätzen in der Premjer-Liga als Stammspieler zur Mannschaft. Sein erstes Premjer-Liga-Spiel absolvierte er am 22. März 2010 bei der 0:1-Auswärtsniederlage gegen Tobyl Qostanai. In der Partie gegen den FK Aqtöbe am 20. Mai 2010 traf er in der 33. Minute zum ersten Mal in der Premjer-Liga zur zwischenzeitlichen 2:1-Führung; das Spiel endete mit einem 2:2-Unentschieden.
In der Saison 2011 brachte es Baitana auf zwölf Einsätze für Taras, bevor er am 1. Juli 2011 an den FK Atyrau ausgeliehen wurde, für den er neun Spiele absolvierte. Nach der Saison kehrte er nach Taras zurück und wurde zur Saison 2012 an den Neuaufsteiger FK Sunkar Kaskelen ausgeliehen. Am 24. Juni 2012 macht er sein erstes Ligaspiel für Sunkar, das mit einer 0:1-Niederlage gegen seinen Verein Taras endete. Das einzige Tor für Sunkar erzielte Baitana am 1. Juli 2012 gegen Ordabassy Schymkent (1:3). Zu Beginn der Saison 2013 wurde er erneut von seinem Verein bis zum Jahresende verliehen, diesmal an Tobyl Qostanai. Hier kam er als Stammspieler auf 21 Einsätze. Nach dem Leihende konnte er sich beim FK Taras mit 14 absolvierten Spielen in der Saison 2014 ebenfalls einen Stammplatz sichern.
Zur Mitte des Jahres wechselte Baitana zum FK Qairat Almaty, wo er einen Vertrag bis Ende 2016 erhielt. Am 18. Spieltag der Saison gelang ihm gegen Ertis Pawlodar (1:0) in der 62. Minute der Siegtreffer und auch sein erstes Tor für Almaty. Sein Debüt in der UEFA Europa League gab er am 3. Juli 2014 gegen FK Kukësi aus Albanien, als er in der 82. Minute für Lubomír Michalík eingewechselt wurde.

### Nationalmannschaft
Baitana absolvierte Spiele für die kasachische U-19-Nationalmannschaft und stand einmal im Kader der U-21-Nationalmannschaft, kam aber dort nicht zum Einsatz. Sein internationales Debüt in der A-Nationalmannschaft hatte er in einem Freundschaftsspiel gegen Tadschikistan (2:1) am 12. August 2014 in Astana.